# Islamul în Slovenia

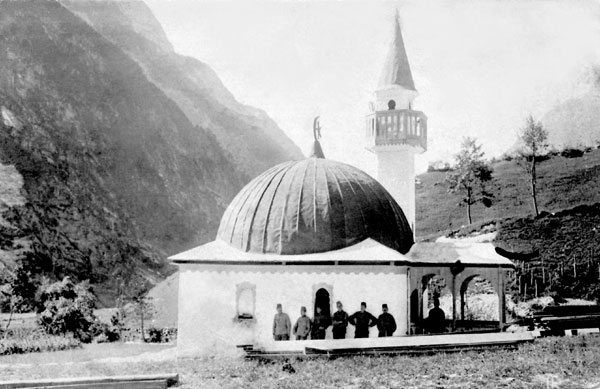
Vechea Moschee Slovenă, distrusă după primul Război Mondial

Islamul in Slovenia este practicat de 2,4% din populație, fiind practicat mai ales de emigranții etnici albanezi și bosniaci.

## Demografie
Demografia musulmanilor din Slovenia după etnie, în 2002
| Etnie                   | Musulmani | Procentaj |
| ----------------------- | --------- | --------- |
| Bosniaci                | 38,923    | 73.64%    |
| Albanezi                | 5,237     | 11.03%    |
| Sloveni                 | 1,506     | 3.17%     |
| Romi                    | 868       | 1.83%     |
| Muntenegreni            | 634       | 1.33%     |
| Macedonieni             | 507       | 1.07%     |
| "Iugoslavi" (declarați) | 55        | 0.12%     |
| Sârbi                   | 53        | 0.11%     |
| Croați                  | 30        | 0.06%     |
| Maghiari                | 8         | 0.02%     |
| Pakistanezi             | 8         | 0.02%     |
| Nu au răspuns           | 817       | 1.72%     |
| Nedeclarat              | 721       | 1.52%     |
| Altele                  | 445       | 0.94%     |
| Necunoscut              | 308       | 0.65%     |
| Declarați regionali     | 15        | 0.03%     |
| Total                   | 47,488    | 100%      |

## Legături externe
- http://www.stat.si/popis2002/en/rezultati/rezultati_red.asp?ter=SLO&st=57 Arhivat în 30 mai 2017, la Wayback Machine.
- http://www.aljazeera.com/news/europe/2013/09/2013914161756283157.html
- http://www.worldbulletin.net/?aType=haber&ArticleID=117944
- http://uk.reuters.com/article/2013/09/14/uk-slovenia-mosque-idUKBRE98D07A20130914 Arhivat în 25 septembrie 2015, la Wayback Machine.